# Tennant Creek
Tennant Creek  je město ležící v Australském Severním teritoriu. Je situováno poblíž dálnice Stuart Highway spojující Darwin s Jižní Austrálií ležící 500 km na sever od Alice Springs. Je druhým největším městem Rudého vnitrozemí. Bylo založeno jako stanice pro pozemní telegrafní linku v 70. letech 19. století.

## Z historie
Město se začíná rozrůstat v roce 1932 kdy se v této oblasti objevilo zlato. V Tennat Creek Stamp Battery se ruda drtí dodnes.